# Jašinova trofej
Jašinova trofej (anglicky Yashin Trophy, francouzsky Trophée Yachine) je trofej udělovaná France Football nejlepšímu fotbalovému brankáři roku. Trofej je pojmenována po Lvu Jašinovi, jedinému brankáři, který získal Zlatý míč.

## Seznam držitelů
| Ročník | Vítěz                 | Body | 2. místo              | Body | 3. místo       | Body |
| ------ | --------------------- | ---- | --------------------- | ---- | -------------- | ---- |
| 2019   | Alisson Becker        | 795  | Marc-André ter Stegen | 284  | Ederson        | 142  |
| 2021   | Gianluigi Donnarumma  | 594  | Édouard Mendy         | 404  | Jan Oblak      | 155  |
| 2022   | Thibaut Courtois      | 456  | Alisson Becker        | 108  | Ederson        | 72   |
| 2023   | Emiliano Martínez     | 290  | Ederson               | 197  | Yassine Bounou | 154  |
| 2024   | Emiliano Martínez (2) | 276  | Unai Simón            | 213  | Andrij Lunin   | 112  |
| 2025   |                       |      |                       |      |                |      |